# David McClelland

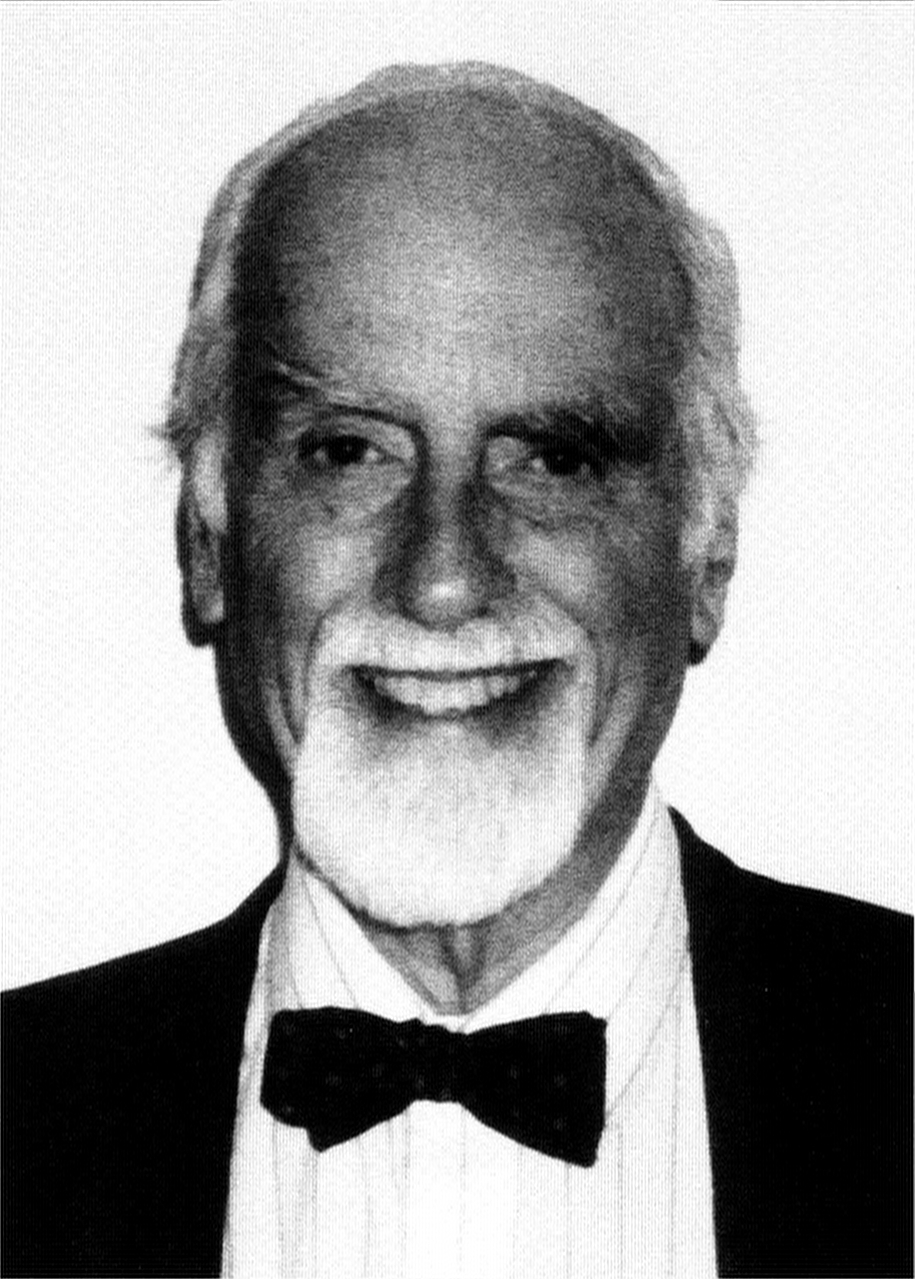
David McClelland

David Clarence McClelland (* 20. Mai 1917; † 27. März 1998) war ein US-amerikanischer Verhaltens- und Sozialpsychologe und ein Vertreter der quantitativen Geschichtsschreibung.

## Leben
McClelland erwarb 1938 seinen BA an der Wesleyan University, 1939 seinen MA an der University of Missouri und 1941 seinen Ph.D. in Experimentalpsychologie an der Yale University. Er lehrte am Connecticut College und der Wesleyan University, bevor er 1956 eine Stelle an der Harvard University annahm. 1957 wurde er in die American Academy of Arts and Sciences gewählt. Nach 30 Jahren in Harvard wechselte er 1987 an die Boston University, wo er bis zu seinem Tod im Jahr 1998 als Distinguished Research Professor of Psychology arbeitete.

## Wirken
McClelland präsentierte eine Theorie der Motivation, die auf einer Persönlichkeitstheorie von Henry Murray von 1938 basierte. In seinem Buch The achieving society (1961) schrieb McClelland, dass die menschliche Motivation drei dominante Bedürfnisse umfasst:
1. Bedürfnis nach Erfolg (n Ach),
2. Macht (n Pow) und
3. Zugehörigkeit (n Aff).

Die subjektive Bedeutung jedes Bedürfnisses variiert von Individuum zu Individuum und hängt auch vom kulturellen Hintergrund des Einzelnen ab. McClelland bezeichnete diesen Motivationskomplex als wichtigen Faktor beim sozialen Wandel und der Evolution von Gesellschaften. Zu seinem Erbe zählt auch das Punktsystem, das er für den TAT mitentwickelte, der für Persönlichkeitsbewertung und bei der Erforschung der Erfolgsmotivation Verwendung findet und in The achievement motive (1953) beschrieben wird.
In Human Motivation fasst McClelland 1987 seine eigenen Forschungsergebnisse und die seiner Fachkollegen zusammen: Er stellt eine Theorie vor, wie die unterschiedlichen Aspekte der Motivation zusammenwirken und zum Handeln führen, beschreibt die aus seiner Sicht wichtigsten Motivsysteme und geht auf die gesellschaftliche Dimension menschlicher Motivation ein.

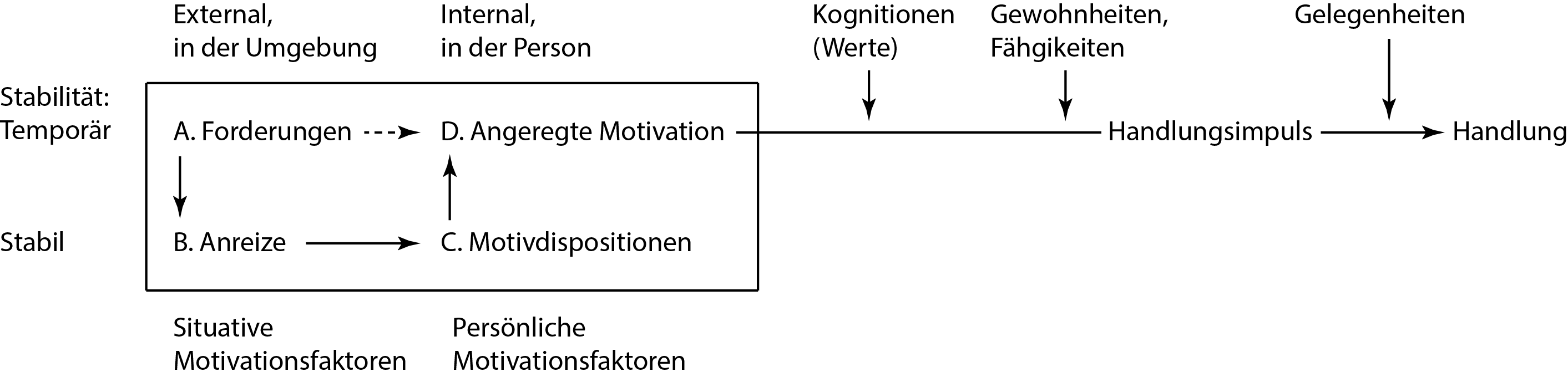
Elemente der Motivationssequenz

Nebenstehende Abbildung zeigt, wie sich die Elemente der Motivation zu einer Motivationssequenz zusammenfügen und zum Handeln führen. Forderungen, die in Bezug auf Anreize gemacht werden, rufen – wenn sie auf eine bestehende Motivdisposition treffen – eine Motivation hervor, die in Verbindung mit Kognitionen (Werten), Gewohnheiten oder Fähigkeiten einen Handlungsimpuls entstehen lässt, der in Verbindung mit entsprechenden Gelegenheiten zum Handeln führt.
A. Forderungen
Eine Forderung (demand) bzw. ein Erregungshinweis (arousal cue) ist ein unmittelbarer situativer Druck (situational pressure), ein temporär auftretender (physiologischer oder sozialer) Hinweisreiz (cue), z. B. ein Hungergefühl oder eine Wettkampfsituation. Forderungen rufen an sich nur Unruhe bzw. Erregung hervor; die Verbindung zwischen einer Forderung und den Handlungen, die Forderungen befriedigen, müssen Kleinkinder erst lernen.
B. Anreize
Anreize (incentives) sind zeitlich stabile Merkmale der Umwelt oder der Interaktion zwischen Mensch und Umwelt, z. B. Geschmacksempfindungen, Anerkennung. Ein natürlicher Anreiz besteht aus einer angeborenen Verbindung dreier Komponenten: einem Signalreiz (sign stimulus), einem Zustand affektiver Erregung und einem Impuls zu einer Reaktion. Zwar sind Anreize natürlich – sie rufen von Natur aus (etwa über eine Veränderung des Blutzuckerspiegels oder durch den Einfluss von Hormonen) verschiedene Arten von Emotionen hervor; ihr Anreizwert kann sich jedoch durch Lernerfahrungen ändern (was anfangs beispielsweise herausfordernd war, wird mit zunehmendem Kompetenzerwerb langweilig).
C. Motivdispositionen
Ein Motiv ist eine stabile Disposition (motive disposition), ein affektiv aufgeladener Zielzustand, der auf natürlichen Anreizen basiert, in Verbindung mit einem erlernten Netzwerk von Assoziationen, das um diese Anreize herum aufgebaut wird. Motive haben zwar eine angeborene Komponente (natürliche Anreize); Anreize und Situationen müssen kognitiv allerdings miteinander verknüpft und instrumentelle Reaktionen, die zur Erreichung von Zielzuständen erforderlich sind (etwa wie man die richtige Art von Nahrung bekommt), erst erlernt werden. Individuelle Unterschiede in der Stärke von Motiven sind u. a. auf Erfahrungen in der frühen Kindheit (z. B. den Erziehungsstil der Eltern) zurückzuführen.
Des Weiteren definiert McClelland ein Motiv als eine wiederkehrende Sorge (recurrent concern) um einen Zielzustand, die das Verhalten antreibt, ausrichtet und auswählt. Mit dem Begriff Besorgnis (concern) möchte er darauf hinweisen, dass ein Motiv allgemeiner ist als eine Absicht (intent). Eine Absicht ist spezifischer und zeitlich begrenzt, und außerdem von anderen Verhaltensdeterminanten, wie dem Wert, den Menschen der Ausführung einer Handlung beimessen, abhängig.
D. Motivation
McClelland unterscheidet zwischen dem Motiv als einer stabilen Disposition und der Motivation, die im Zuge der Anregung eines Motivs zu einem bestimmten Zeitpunkt und an einem bestimmten Ort hervorgerufen wird (aroused motivation).
Die Frage nach den wichtigsten menschlichen Motiven ist mit einigen Schwierigkeiten behaftet. Vom Verhalten auf Motive zu schließen, ist nicht möglich: Nicht nur Motive beeinflussen Handeln, sondern auch Werte. Außerdem kann das gleiche Verhalten durch unterschiedliche Motive hervorgerufen werden. Oft kommt es zu einem Benennungstrugschluss (naming fallacy) – alles menschliche Tun wird mit Hilfe von Motiven erklärt – eine lange Liste spezifischer Motive ist die Folge. McClelland geht hingegen von der Existenz einer überschaubaren Zahl allgemeiner menschlicher Motive aus, die entsprechend den kulturell beeinflussten und damit sehr unterschiedlichen Wertvorstellungen zum Ausdruck kommen. Sie bleiben allerdings oft unbewusst und lassen sich folglich nur im assoziativen Denken der Person bestimmen, wo der Einfluss von Werten, Fähigkeiten und Möglichkeiten weniger ausgeprägt ist.
McClelland knüpft an Murrays Liste menschlicher Motive an. Nur das Leistungs-, Anschluss- und Machtmotiv seien nach Murray umfassender erforscht worden. Ob das auch die wichtigsten drei Motive sind, lässt McClelland offen. Er selbst spricht von vier wichtigen Motivsystemen, nennt jedoch eine Reihe weiterer Motive, die möglicherweise eine Rolle im menschlichen Verhalten spielen.
|                          | Motiv                        | Kennzeichen |
| ------------------------ | ---------------------------- | --- |
| Wichtige Motive          | Leistung (Achievement)       | Herausforderungen in mäßig anspruchsvollen Aufgaben suchen, etwas um seiner selbst willen besser machen               |
| Wichtige Motive          | Macht (Power)                | Beeinflussen, Kontrollieren, Status/Prestige erhöhen, Teilnahme an Wettkämpfen                                        |
| Wichtige Motive          | Anschluss (Affiliation)      | Aufbau, Aufrechterhaltung und Wiederherstellung positiver Beziehungen zu anderen Personen, Harmonie (Intimitätsmotiv) |
| Wichtige Motive          | Vermeidung (Avoidance)       | Angst vor Versagen, Ablehnung, Macht, Erfolg                                                                          |
| Weitere, mögliche Motive | Ekel (Disgust)               | |
| Weitere, mögliche Motive | Angst (Fear)                 | Reaktion auf Gefahren                                                                                                 |
| Weitere, mögliche Motive | Hunger (Hunger)              | Streben nach schmackhafter Nahrung                                                                                    |
| Weitere, mögliche Motive | Sexualität (Sexual response) | |
| Weitere, mögliche Motive | Hilfesuchen (Succorance)     | |
| Weitere, mögliche Motive | Fürsorglichkeit (Nurturance) | |
| Weitere, mögliche Motive | Konsistenz (Consistency)     | Vermeidung kognitiver Widersprüche, Suche nach der Bestätigung von Erwartungen                                        |
| Weitere, mögliche Motive | Neugierde (Curiosity)        | |
| Weitere, mögliche Motive | Abwechslung (Variety)        | Suche nach leichten Abweichungen vom Bekannten (Sensation seeking)                                                    |
| Weitere, mögliche Motive | Wirksamkeit (Impact)         | Auswirkungen auf die Umwelt erzeugen                                                                                  |

McClellands Theorie ist verwandt mit Max Webers Die protestantische Ethik und der Geist des Kapitalismus. Eine der wichtigsten Studien, die die Validität seiner Theorien bestätigt, ist die von Bradburn und Berlew (1961), die Erfolgsmotive in britischen Schul-Lesebüchern analysierten und eine Generation später eine enge Korrelation dieser Themen mit dem industriellen Wachstum Großbritanniens zeigten.
Seine Gegnerschaft zu den Forschungen von Tim Leary fand einen belletristischen Niederschlag in T. C. Boyles Roman Das Licht (2019).